# Micranthus alopecuroides
Micranthus alopecuroides är en irisväxtart som först beskrevs av Carl von Linné, och fick sitt nu gällande namn av Christian Friedrich Frederik Ecklon. Micranthus alopecuroides ingår i släktet Micranthus och familjen irisväxter. Inga underarter finns listade i Catalogue of Life.

## Bildgalleri

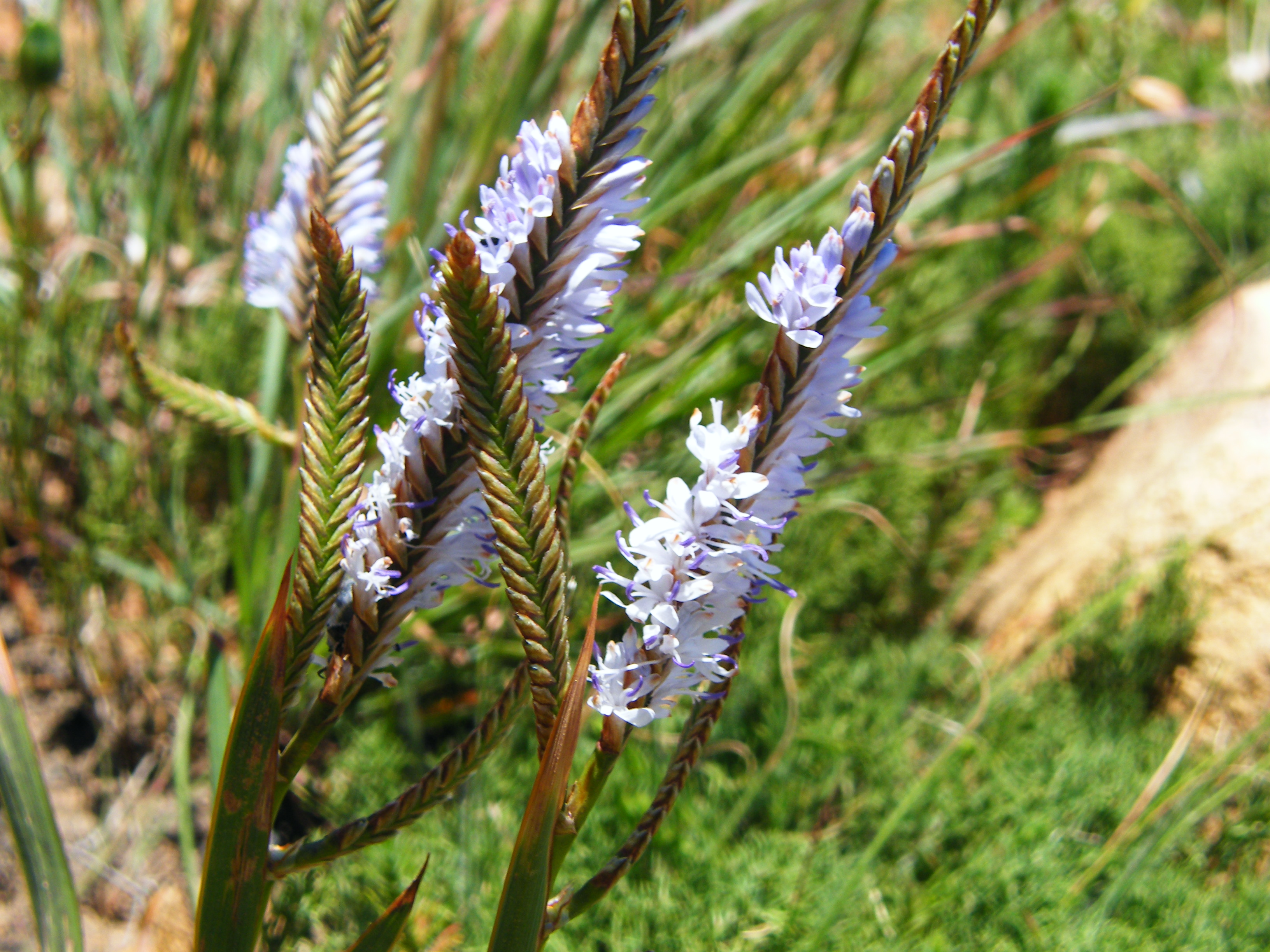
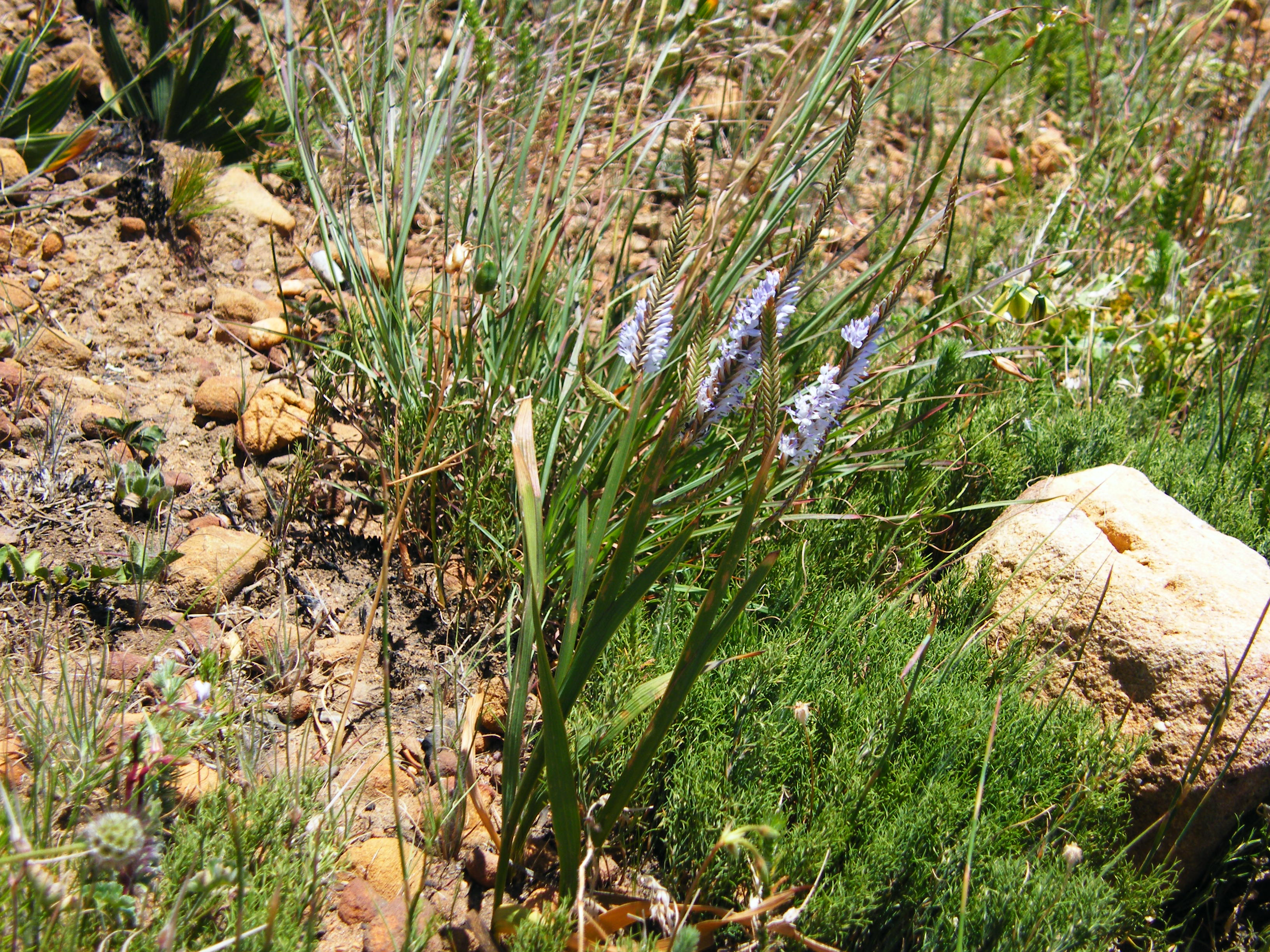